# Marina di Roseto Capo Spulico
Marina di Roseto Capo Spulico è una frazione di Roseto Capo Spulico, in provincia di Cosenza.
Nota fino a qualche decennio fa con il nome di "Borgata Marina" è diventata nell'ultimo trentennio una nota località turistica,in quanto le attrezzature e i servizi turistici del comune si trovano in questa località. Vi sono numerosi "villaggi residenziali" e condomini, costruiti prevalentemente nel ventennio 1970-1990.
Se gli abitanti durante il periodo invernale sono inferiori agli 800,in estate superano i 20.000.
Vi sono circa 30.000 posti letto (gran parte in residence). Il litorale è stato più volte premiato con la Bandiera Blu negli anni 1994-2004 insieme al capoluogo comunale e nei tempi più recenti con altri importanti riconoscimenti a livello nazionale come la recensione sulla Guida Blu del Touring Club Italiano. Degne di nota sono le spiagge ciottolose molto caratteristiche, note in tutta la Calabria e recensite anche dal Touring Club Italiano e dal Corriere della Sera-Viaggi che nel 2007 ha definito la spiaggia "della Grilla" come una delle più belle della costa calabrese.
Nonostante l'incremento turistico, Marina di Roseto rimane uno dei centri più suggestivi e tranquilli dell'Alto Jonio anche nei periodi di alta stagione, visto l'ampio raggio su cui si sviluppa.
Al 2001 rappresentava la frazione di Roseto Capo Spulico maggiormente abitata, nonché più popolata del Capoluogo comunale stesso.